# 岩瀬村 (岐阜県)
岩瀬村（いわせむら）は、かつて岐阜県郡上郡に存在した村である。現在の下呂市金山町の一部（金山町岩瀬）である。
飛騨川支流の馬瀬川・和良川沿いの村であった。旧村域の一部は馬瀬川第二ダムのダム湖の湖底となっている。
村名は、「岩屋」「広瀬」の合成地名である。

## 歴史
- 1875年（明治8年）1月 - 中原村、相原村、八坂村、広瀬村、岩屋村が合併し発足。
- 1889年（明治22年）7月1日 - 町村制により、改めて岩瀬村が発足。
- 1897年（明治30年）4月1日 - 弓掛村、卯野原村、乙原村、祖師野村、戸部村、東沓部村と合併し東村が発足。同日岩瀬村廃止。

## 教育
- 岩瀬尋常小学校
  - 1908年に東村立第一小学校岩瀬分教場。後に金山町立東第一小学校（現・下呂市立東第一小学校）岩瀬分校となり、1972年廃校。